# Tanjung Besar (Kaur Selatan)
Tanjung Besar is een bestuurslaag in het regentschap Kaur van de provincie Bengkulu, Indonesië. Tanjung Besar telt 771 inwoners (volkstelling 2010).